# アグダラ県
アグダラ県（アグダラけん、アゼルバイジャン語: Ағдәрә рајону）、旧称マルダケルト地区（Мардакерт рајону, ロシア語: Мардакертский район, アルメニア語: Մարտակերտի շրջան）はアゼルバイジャン・ソビエト社会主義共和国領ナゴルノ・カラバフ自治州、そしてアゼルバイジャンに1930年から1992年まで存在したラヨン。アグダラ（旧称マルダケルト）を首府とし、面積は1700平方キロメートル。

## 沿革
1930年8月8日に「ジェラベルト（ジョラベルト）地区」(Джерабертский район, 現代アゼルバイジャン語: Cerabert (Corabərt) rayonu) として設置され、1939年9月17日（または10日）に「マルダケルト（マルタケルト）地区」と改称された。1991年の「ナゴルノ・カラバフ共和国」成立に伴いアルメニア人勢力はここをその行政区画「マルタケルト地区」としたが、一方のアゼルバイジャン最高会議 (ru) は同年11月26日の自治州解体に伴いマルダケルト地区を「アグダラ県（地区）」と改称した (s:az)。
その後、ナゴルノ・カラバフ戦争中の1992年8月25日にセイスランとタルシュを含む一部の地域がタルタル県に移され、さらに10月13日にはアグダラ県自体がアグダム県（8村）、キャルバジャル県（23村）、そしてタルタル県（アグダラ町の他17村）の3県に分割され消滅した。翌1993年7月に旧アグダラ県地域は「ナゴルノ・カラバフ共和国」の勢力下に入り、タルタル県の一部の領域がアゼルバイジャンの実効支配地域として残された。2020年の第二次ナゴルノ・カラバフ戦争によりアゼルバイジャン軍がマタギスなどの数ヶ村を奪還した。

## 地理・経済
領域は一般に山岳地帯であり、人口は東部に集中していた。メフマナにはポリマー、石灰、石膏や貴金属の鉱床が存在し、産業に重要な位置を占めていた。グズルブラグ鉱床からは13.6単位の金と4790万トンの銅が、メフマナ鉱山・ダミルリ (az) 鉄鉱床・ジャニャタグ＝ギュリヤタグ金鉱床からは3730万トンの鉛と4040万トンの亜鉛、1万トンの鉄が産出され、工業生産量はアグダラで3808万立方メートル、ショルブラグ第1採石場で642万3000立方メートル、ショルブラグ第2採石場で212万9000立方メートル、アグダラ石灰鉱床で20万立方メートルであった。
地区内には主な河川としてタルタル川とハチュン川があり、タルタル川には1976年にサルサング貯水池（水量56万立方メートル、年間発電量1万2500キロワット）が建設され、貯水池は12万ヘクタールの土地を灌漑した。戦争前の時点で、7万5590ヘクタールの土地が緑化されていた。アグダラは自治州内の主要な農村であり、1988年の主要産業は葡萄（3400ヘクタール）・穀物・タバコ栽培および畜産であった。5万3324ヘクタールの耕作地のうち、2万1189ヘクタールが播種地、5931ヘクタールが多年生植物用地、1892ヘクタールが収穫地、2万2863ヘクタールが牧草地となっていた。タルタル渓谷にはプラタナスの保護林が存在した。

## 人口推移
マルダケルト地区の民族別人口は以下のように推移している。
- 総人口
- アルメニア人
- アゼルバイジャン人
- ロシア人

## 行政区分
1977年の時点で、マルダケルト地区にはマルダケルト、レニナヴァン、マタギスの3町、57の村とそれらを管轄する2つの集落ソビエトと22の村ソビエトが存在した。
- マルダケルト集落ソビエト
  - マルダケルト（ロシア語版）
  - カルミラヴァン（アゼルバイジャン語版）
- レニナヴァン集落ソビエト
  - レニナヴァン（アゼルバイジャン語版）
  - レヴォナルフ（アゼルバイジャン語版）
  - ガサンカヤ（アゼルバイジャン語版）
  - マラリャンサロフ (en)
- アラチャゾル村ソビエト
  - アラチャゾル（アゼルバイジャン語版）
  - ツマカオグ（アゼルバイジャン語版）
  - アイヤド (az)
- アルチュナゴメル村ソビエト
  - アルチュナゴメル（アゼルバイジャン語版）
  - ヴェリン・オラタグ（アルメニア語版）
- アテルク村ソビエト
  - アテルク（ロシア語版）
- ヴァグアス村ソビエト
  - ヴァグアス（ロシア語版）
- ヴァンクル村ソビエト
  - ヴァンクル（ロシア語版）
  - シャフマスル（アゼルバイジャン語版）
  - ガルナカル（アゼルバイジャン語版）
- ヴェリン・チャイルィ村ソビエト
  - ヴェリン・チャイルィ（英語版）
  - ネルキン・チャイルィ (az)
  - マタギス村
  - ドスタギル (az)
  - トナシェン（アルメニア語版）
  - マダギズ町
- ジャニャタグ村ソビエト
  - ジャニャタグ（アルメニア語版）
  - ギュリヤタグ（アルメニア語版）
  - マニクル (az)
  - ハトゥインベイリ
- ドルンボン村ソビエト
  - ドルンボン（ロシア語版）
  - コチョゴト（アルメニア語版）
- イマラト・ゲルヴェンド村ソビエト
  - イマラト・ゲルヴェンド（ロシア語版）
  - ザルダハチュ（ロシア語版）
  - チャパル（ロシア語版）
  - ギョタヴァン（アゼルバイジャン語版）

- カザンチュイ村ソビエト
  - カザンチュイ（アゼルバイジャン語版）
- コラタグ村ソビエト
  - コラタグ（アルメニア語版）
  - ダムガルィ (az)
- マガヴズ村ソビエト
  - マガヴズ（アゼルバイジャン語版）
  - アコプ・カマリ (az)
  - ミングレリスク（アルメニア語版）
  - ジェラベルト（アルメニア語版）
- メツシェン村ソビエト
  - メツシェン (az)
- モフラタグ村ソビエト
  - モフラタグ（アゼルバイジャン語版）
  - アガベカレンジュ（アゼルバイジャン語版）
- ナレシュタル村ソビエト
  - ナレシュタル（アゼルバイジャン語版）
- ネルキン・オラタグ村ソビエト
  - ネルキン・オラタグ（アルメニア語版）
  - カサペト（ロシア語版）
  - ダミルリ (az)
- セイスラン村ソビエト
  - セイスラン（ロシア語版）
  - ヤルィムジャ (az)
- スィルハヴェンド村ソビエト
  - スィルハヴェンド（ロシア語版）
  - キチャン（アルメニア語版）
- タリシュ村ソビエト
  - タリシュ（英語版）
- ウムドル村ソビエト
  - ウムドル（ロシア語版）
  - ゼイリク（アゼルバイジャン語版）
- チャレクタル村ソビエト
  - チャレクタル（アゼルバイジャン語版）
- チュイルドゥイラン村ソビエト
  - チュイルドゥイラン（アルメニア語版）
  - メフマナ（ロシア語版）
  - ポゴサゴメル（アゼルバイジャン語版）
  - トフコト (en)
  - アフペルカン
  - バシュ・ギュネイペヤ（アゼルバイジャン語版）
  - オルタ・ギュネイペヤ（アゼルバイジャン語版）

戦争以前、スィルハヴェンド、バシルラル (az)、ガラシュラル (az)、ガララル、バシュ・ギュネイペヤ、オルタ・ギュネイペヤ、ハトゥインベイリ、マニクル、テッリビナ、ナレシュタル、チャレクタル、イマラト・ゲルヴェンド、ウムドル、イェニ・ガララル (az) の14の村とガンスハナ・ソフホーズはアゼルバイジャン人集落であり、その人口は1万4000人を超えていたとされる。